# Залеський Андрій Іванович
Андрій Іванович Залеський (біл. Андрэй Іванавіч Залескі; нар. 20 січня 1991, Новогрудок, Гродненська область, Білоруська РСР) — білоруський футболіст, правий захисник казахстанського клубу «Туран» (Туркестан). Майстер спорту Республіки Білорусь.

## Клубна кар'єра
Уродженець міста Новогрудка, Залеський почав займатися футболом у ДЮСШ міста Ліди. Перший тренер — В. Ю. Янчаускас.
Професіональну кар'єру розпочав у мінському «Динамо» 2008 року, виступав за дубль. У сезоні 2009 року дебютував у чемпіонаті Білорусі. Переніс операцію на коліні. Два роки провів в оренді у фарм-клубі «Береза-2010», де тривалий період часу залишався основним гравцем. У 2014 році повернувся до «Динамо», грав у основному складі команди. Наприкінці 2014 року залишив «Динамо» після закінчення контракту.
У лютому 2015 року підписав контракт зі «Слуцьком». Зміг закріпитися в основі, грав на позиції лівого захисника чи опорного півзахисника. У вересні-жовтні 2015 року не грав через травму. У грудні продовжив контракт із клубом. У сезоні 2016 року залишався гравцем основи, виступав на різних позиціях в обороні. У сезоні 2017 року використовувався як правий захисник.
У січні 2018 року почав тренуватися зі «Слуцьком», але незабаром розірвав контракт із клубом за угодою сторін. 2 лютого 2018 року вільним агентом підписав контракт із клубом «Динамо-Берестя» на один рік із можливістю продовження ще на один сезон. У сезоні 2018 року нерегулярно з'являвся на полі. У січні 2019 року після закінчення контракту залишив брестейську команду.
13 лютого 2019 року підписав контракт із мінським «Динамо». У сезоні 2019 року запасним гравцем, лише у червні-липні та вересні-жовтні виходив у стартовому складі. У грудні 2019 року після закінчення контракту залишив столичний клуб.
У січні 2020 року підписав угоду з казахстанським «Жетису». У січні 2021 року стало відомо, що Залеський разом з іншими білоруськими гравцями покинув команду.
У лютому 2021 року став гравцем «Турану».

## Кар'єра в збірній
Виступав за юнацьку та молодіжну збірну Білорусі.

## Досягнення
- Вища ліга Білорусі
  -  Срібний призер (2): 2009, 2014
- Кубок Білорусі
  -  Володар (1): 2017/18
- Суперкубок Білорусі
  -  Володар (1): 2018

## Сім'я
У 2016 році одружився зі своєю дівчиною Ганною Голіковою. Молодший брат Андрія, Олексій, теж професіональний футболіст.

## Клубна статистика виступів
| Сезон | Дивізіон | Клуб              | Країна    | Матчі | Голи |
| ----- | -------- | ----------------- | --------- | ----- | ---- |
| 2008  | дубль    | «Динамо» (Мінськ) | Білорусь  | 27    | 1    |
| 2009  | Д1       | «Динамо» (Мінськ) | Білорусь  | 2     | 0    |
| 2010  | Д1       | «Динамо» (Мінськ) | Білорусь  | 5     | 0    |
| 2011  | Д1       | «Динамо» (Мінськ) | Білорусь  | 12    | 0    |
| 2012  | Д2       | «Береза-2010»     | Білорусь  | 28    | 1    |
| 2013  | Д2       | «Береза-2010»     | Білорусь  | 29    | 2    |
| 2014  | Д1       | «Динамо» (Мінськ) | Білорусь  | 17    | 0    |
| 2015  | Д1       | «Слуцьк»          | Білорусь  | 17    | 0    |
| 2016  | Д1       | «Слуцьк»          | Білорусь  | 28    | 0    |
| 2017  | Д1       | «Слуцьк»          | Білорусь  | 27    | 1    |
| 2018  | Д1       | «Динамо-Берестя»  | Білорусь  | 16    | 0    |
| 2019  | Д1       | «Динамо» (Мінськ) | Білорусь  | 12    | 0    |
| 2020  | Д1       | «Жетису»          | Казахстан | 14    | 1    |